# 고마워…용기
《고마워…용기》(ありがとう…勇気)는 TOKIO의 9번째 싱글이다.

## 설명
- 〈ありがとう…勇気〉는 후지TV 애틀랜타 올림픽, 영화 《That's 컨닝! 사상 최대의 작전?》주제곡으로 타이업 되었다.
- 커플링 곡 〈世界の屋根〉은 후지TV 애틀랜타 올림픽 중계 프로그램 엔딩곡으로 타이업 되었다.
- 〈世界の屋根〉은 오케스트라의 배경으로 연주되었다. 그 영상은 《TOKIO VIDEO CLIP SELECTION 1994-1996》 DVD클립에 수록 되어 있다.
- 제47회 NHK 홍백가합전 출전 곡이다.

## 수록 곡
1. ありがとう…勇気
  - 작사 : 아카사카 야스히코 / 작곡 : 쿠보 타리 신 / 편곡 : 츠치야 캇
2. 世界の屋根
  - 작사 : 야마모토 시게미 / 작곡 : 킨본 요 / 편곡 : 미즈시마 칸다카
3. ありがとう…勇気（ORIGINAL KARAOKE）